# Energetický účet Země

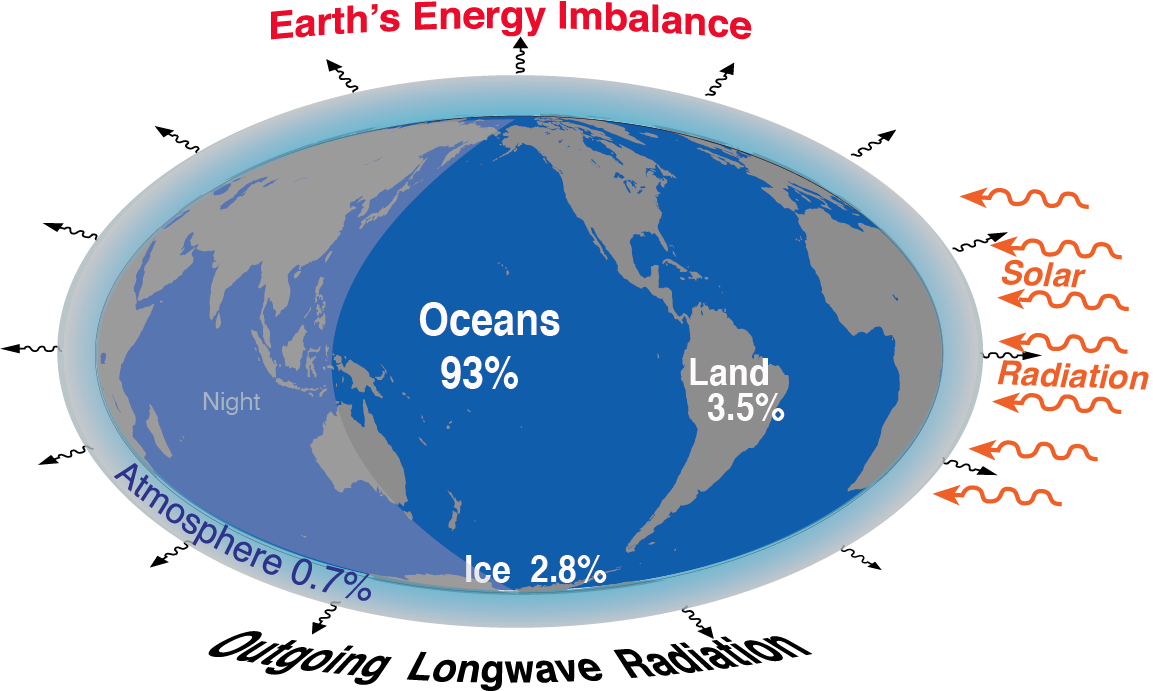
Energetická rovnováha a nerovnováha Země, která ukazuje, kam se ztrácí přebytečná energie: Odcházející záření klesá v důsledku rostoucího množství skleníkových plynů v atmosféře, což vede k energetické nerovnováze Země ve výši přibližně 460 TW. Je také uvedeno, kolik procent energie připadá na jednotlivé oblasti klimatického systému.

Energetická účet Země (nebo energetická bilance Země) představuje rovnováhu mezi energií, kterou Země dostává od Slunce, a energií, kterou Země vyzařuje zpět do vesmíru. Menší zdroje energie, jako je vnitřní teplo Země, jsou brány v úvahu, ale ve srovnání se sluneční energií přispívají jen nepatrně. Energetický rozpočet také zohledňuje, jak se energie pohybuje klimatickým systémem.:s.2227 Vzhledem k tomu, že Slunce ohřívá rovníkové tropy více než polární oblasti, je sluneční záření nerovnoměrně rozloženo. Jak energie hledá rovnováhu napříč planetou, řídí interakce v klimatickém systému Země, tj. v zemské hydrosféře, kryosféře, atmosféře, litosféře a biosféře.:s.2224 Výsledkem je zemské klima.
Energetický rozpočet Země závisí na mnoha faktorech, jako jsou atmosférické aerosoly, skleníkové plyny, albedo povrchu planety, mraky, vegetace, vzorce využívání půdy a další. Když jsou příchozí a odchozí energetické toky v rovnováze, Země je v radiační rovnováze a klimatický systém bude relativně stabilní. Ke globálnímu oteplování dochází, když Země dostává více energie, než dává zpět do vesmíru, a ke globálnímu ochlazování dochází, když je odcházející energie větší.
Různé typy měření a pozorování ukazují nerovnováhu oteplování přinejmenším od roku 1970. Rychlost zahřívání v důsledku této člověkem způsobené události je bezprecedentní.:s.54 Hlavním původem změn v energii Země jsou člověkem vyvolané změny ve složení atmosféry. V letech 2005 až 2019 činila energetická nerovnováha Země (EEI) v průměru asi 460 TW nebo globálně 0,90 ± 0,15 W/m2. Trend byl 0,50 ± 0,47 W/m2 za dekádu, přičemž hlavní roli těchto změn u příchozího záření hrají mraky a u odchozího záření vodní pára (více než další skleníkové plyny).
Když se změní energetický rozpočet, dojde ke zpoždění, než se výrazně změní průměrná globální povrchová teplota. To je způsobeno tepelnou setrvačností oceánů, pevniny a kryosféry. Přesná kvantifikace těchto energetických toků a množství energie je požadavkem většiny klimatických modelů.

## Definice
Energetický rozpočet Země zahrnuje „hlavní energetické toky, které jsou důležité pro klimatický systém“. Jedná se o „energetický rozpočet na vrcholu atmosféry; rozpočet povrchové energie; změny v globální energetické inventuře a vnitřních tocích energie v rámci klimatického systému“.:s.2227

## Energetické toky Země

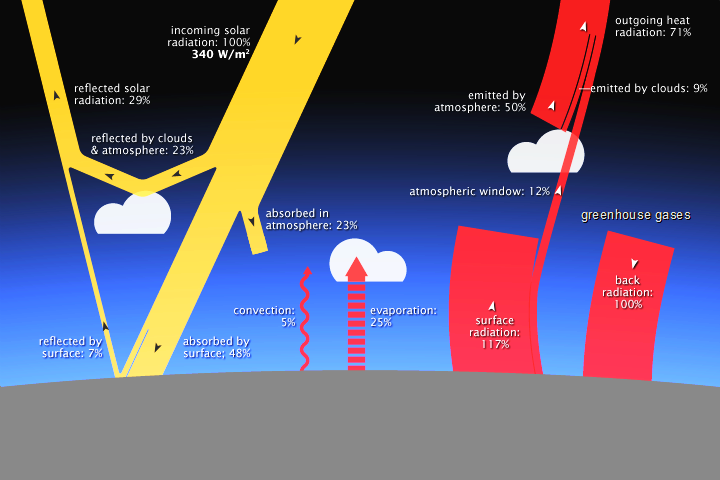
Energetické toky vyjádřené v procentech příchozího výkonu záření. Žlutě krátkovlnné záření, červeně dlouhovlnné (tepelné) záření.

Navzdory enormním přenosům energie do Země a ze Země si udržuje relativně konstantní teplotu, protože jako celek dochází k malému čistému zisku nebo ztrátě: Země vyzařuje prostřednictvím atmosférického a pozemského záření (posunutého na delší elektromagnetické vlnové délky) do vesmíru přibližně stejné množství energie, jaké dostává prostřednictvím slunečního záření (všechny formy elektromagnetického záření).
Hlavní původ změn v energii Země je z člověkem vyvolaných změn ve složení atmosféry, které činí asi 460 TW nebo globálně 0,90 ± 0,15 W/m2.

### Příchozí sluneční energie (krátkovlnné záření) – ASR
Celkové množství energie přijaté za sekundu v horní části zemské atmosféry (TOA) se měří ve wattech a je dáno sluneční konstantou krát plocha průřezu Země odpovídá záření. Vzhledem k tomu, že povrch koule je čtyřikrát větší než plocha průřezu koule (tj. plocha kruhu), globálně a roční průměr toku TOA je jedna čtvrtina sluneční konstanty, a tedy přibližně 340 W/m2. Vzhledem k tomu, že absorpce se mění v závislosti na lokalitě, stejně jako na denních, sezónních a ročních variacích, jsou uváděná čísla víceletými průměry získanými z několika družicových měření.
Z ~340 W/m2 slunečního záření přijatého Zemí je v průměru ~77 W/m2 odraženo zpět do vesmíru mraky a atmosférou a ~23 W/m2 je odraženo povrchovým albedem, takže ~240 W/m2 sluneční energie je přidáno do energetického rozpočtu Země. Toto množství se nazývá absorbované sluneční záření (ASR). To implikuje hodnotu asi 0,3 pro střední čisté albedo Země (které se postupně snižuje), nazývané také její vazebné albedo (A):
{\displaystyle ASR=(1-A)\times 340~\mathrm {W} ~\mathrm {m} ^{-2}\simeq 240~\mathrm {W} ~\mathrm {m} ^{-2}.}
Průměrně ~78 W/m2 krátkovlnného záření je absorbováno atmosférou (převážně vodní párou, jejíž obsah roste) a ~161 W/m2 je absorbováno povrchem.

### Odchozí krátkovlnné záření - OSR

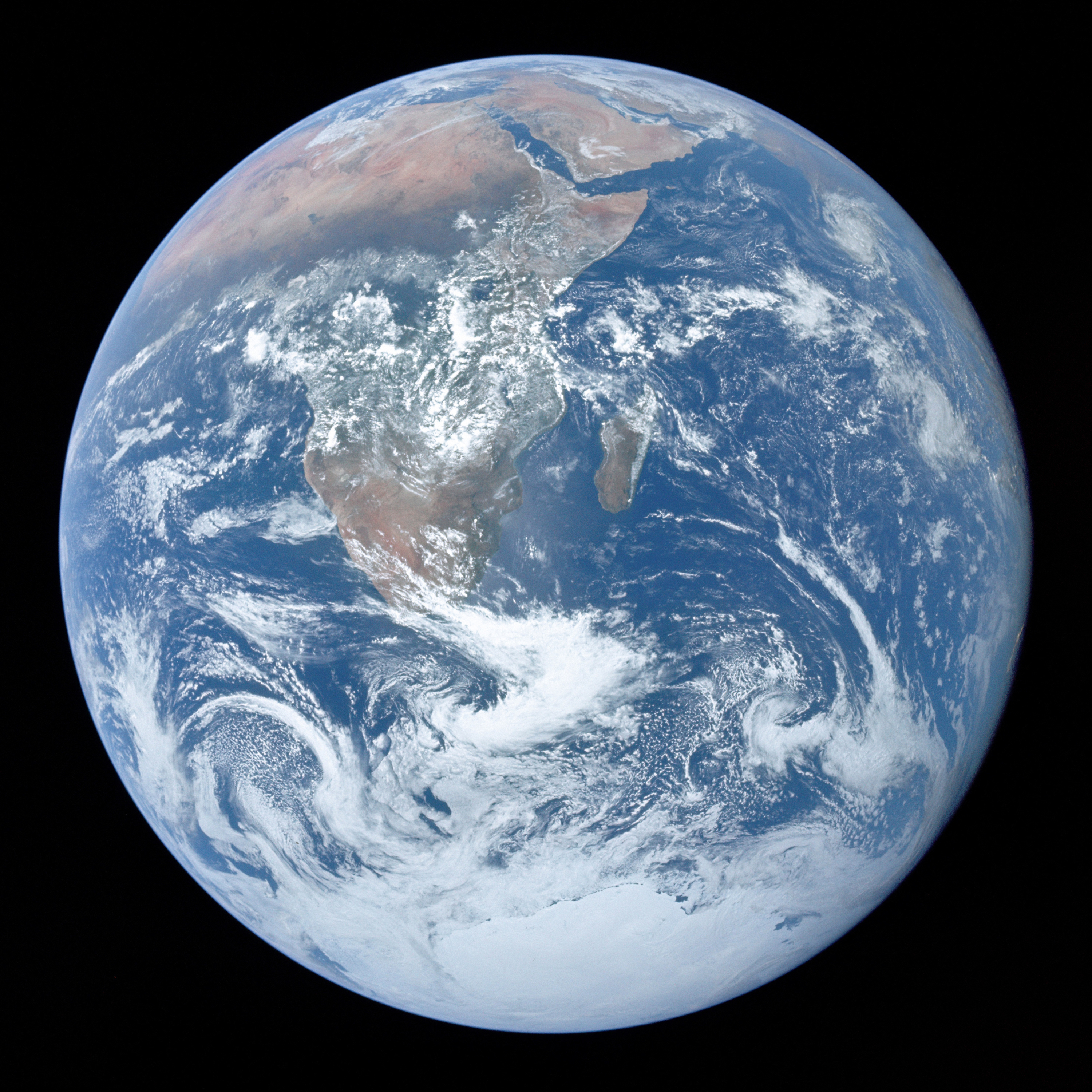
Odchozí krátkovlnné záření dokládá samotná viditelnost Země z vesmíru.

Odchozí krátkovlnné záření (například viditelné) je srovnatelné s odchozím dlouhovnným zářením. Ve skleníkovém efektu se neuvažuje, ale má vliv na celkový účet.

### Odchozí dlouhovlnné záření – OLR
Tepelná energie opouští planetu ve formě odchozího dlouhovlnného záření (OLR). Dlouhovlnné záření je elektromagnetické tepelné záření vyzařované zemským povrchem a atmosférou. Dlouhovlnné záření je v infračerveném pásmu. Tyto pojmy však nejsou synonymní, protože infračervené záření může být krátkovlnné nebo dlouhovlnné. Sluneční světlo obsahuje značné množství krátkovlnného infračerveného záření. K rozlišení dlouhovlnného a krátkovlnného záření se někdy používá prahová vlnová délka 4 mikrony.
Obecně se absorbovaná sluneční energie přeměňuje na různé formy tepelné energie. Část sluneční energie absorbované povrchem se přeměňuje na tepelné záření na vlnových délkách v „atmosférickém okně“; toto záření je schopno nerušeně procházet atmosférou a přímo unikat do vesmíru, což přispívá k odchozímu dlouhovlnnému záření. Zbytek absorbované sluneční energie je transportován atmosférou vzhůru prostřednictvím různých mechanismů přenosu tepla, dokud atmosféra nevyzařuje tuto energii jako tepelnou energii, která je schopna uniknout do vesmíru, což opět přispívá k odchozímu dlouhovlnnému záření. Teplo je například transportováno do atmosféry evapotranspirací a skupenskými tepelnými toky nebo kondukčními/konvekčními procesy, jakož i sálavým přenosem tepla.  V konečném důsledku je veškerá odcházející energie vyzařována do vesmíru ve formě dlouhovlnného záření.
Transport dlouhovlnného záření ze zemského povrchu přes její vícevrstvou atmosféru se řídí rovnicemi přenosu záření, jako je Schwarzschildova rovnice pro přenos záření (nebo složitějšími rovnicemi, pokud je přítomen rozptyl) a řídí se Kirchoffovým zákonem tepelného záření.
Jednovrstvý model poskytuje přibližný popis odchozího dlouhovlnného záření, který poskytuje teploty na povrchu (Ts = 288 K) a uprostřed troposféry (Ta = 242 K), které jsou blízké pozorovaným průměrným hodnotám:
{\displaystyle OLR\simeq \epsilon \sigma T_{a}^{4}+(1-\epsilon )\sigma T_{s}^{4}.}
V tomto výrazu je σ Stefanova-Boltzmannova konstanta a ε představuje emisivitu atmosféry, která je menší než 1, protože atmosféra nevyzařuje v rozsahu vlnových délek známém jako atmosférické okno.
Aerosoly, mraky, vodní pára a stopové skleníkové plyny přispívají k efektivní hodnotě přibližně ε=0,78. Silná teplotní citlivost (čtvrtá mocnina) udržuje téměř rovnováhu mezi odcházejícím tokem energie a vstupujícím tokem prostřednictvím malých změn v absolutních teplotách planety.

Nárůst odchozího záření ze Země bez vlivu mraků (2000-2022) na základě satelitních dat NASA CERES. Jde o vliv skleníkových plynů a také poklesu odrazivosti povrchu Země (albedo), což také způsobuje oteplování a zvýšený tok dlouhovlnného záření.

#### Role skleníkového efektu
Při pohledu z okolního prostoru Země ovlivňují skleníkové plyny emisivitu atmosféry planety (ε). Změny ve složení atmosféry tak mohou posouvat celkovou radiační bilanci. Například zvýšení zachycování tepla rostoucí koncentrací skleníkových plynů (tj. zesílený skleníkový efekt) si vynucuje snížení odchozího dlouhovlnného záření a oteplující (regenerační) energetickou nerovnováhu.  V konečném důsledku, když se množství skleníkových plynů zvyšuje nebo snižuje, povrchové teploty in situ rostou nebo klesají, dokud není opět dosaženo rovnováhy ASR = OLR.
Skleníkový efekt nastává, když skleníkové plyny v atmosféře planety zachycují část tepla vyzařovaného z povrchu planety a zvyšují její teplotu. K tomuto procesu dochází proto, že hvězdy vyzařují krátkovlnné záření, které prochází skleníkovými plyny, ale planety vyzařují dlouhovlnné záření, které je částečně absorbováno skleníkovými plyny. Tento rozdíl snižuje rychlost, s jakou se planeta může ochlazovat v reakci na oteplení svou mateřskou hvězdou. Přidávání skleníkových plynů dále snižuje rychlost, jakou planeta vyzařuje záření do vesmíru, čímž se zvyšuje její průměrná povrchová teplota.
Průměrná teplota zemského povrchu by byla asi −18 °C bez skleníkového efektu, ve srovnání s průměrem Země ve 20. století, který činil asi 14 °C, nebo novějším průměrem asi  15 °C. Kromě přirozeně se vyskytujících skleníkových plynů spalování fosilních paliv zvýšilo množství oxidu uhličitého a metanu v atmosféře. V důsledku toho došlo od průmyslové revoluce ke globálnímu oteplení o přibližně 1,2 °C, přičemž průměrná globální povrchová teplota se od roku 1981 zvyšuje tempem 0,18 °C za desetiletí.

### Vnitřní zdroje tepla na Zemi a další drobné efekty
Geotermální tepelný tok z nitra Země se odhaduje na 47 TW a je rozdělen přibližně rovnoměrně mezi radiogenní teplo a teplo, které zbylo po vzniku Země. To odpovídá průměrnému toku 0,087 W/m2 a představuje pouze 0,027 % celkové energetické bilance Země na povrchu, což je nepatrné ve srovnání se 173 000 TW dopadajícího slunečního záření.
Lidská produkce energie je ještě nižší, odhaduje se na 160 000 TWh za celý rok 2019. To odpovídá průměrnému trvalému tepelnému toku asi 18 TW.  Spotřeba však rychle roste a výroba energie z fosilních paliv také produkuje nárůst atmosférických skleníkových plynů, což vede k více než 20krát větší nerovnováze v přítocích a výstupech, které pocházejí ze slunečního záření.
Fotosyntéza má také významný vliv: Odhaduje se, že fotosyntéza zachytí 140 TW (nebo přibližně 0,08 %) dopadající energie, která rostlinám poskytne energii k produkci biomasy.  Podobný tok tepelné energie se uvolňuje v průběhu roku, když jsou rostliny využívány jako potrava nebo palivo.
Ve výpočtech jsou obvykle ignorovány další menší zdroje energie, včetně akrece meziplanetárního prachu a slunečního větru, světla z jiných hvězd než Slunce a tepelného záření z vesmíru. Již dříve Joseph Fourier tvrdil, že radiace v hlubokém vesmíru je významná, v článku, který je často citován jako první o skleníkovém efektu.

Sankeyho diagram znázorňující vyvážený příklad energetického rozpočtu Země. Tloušťka čáry je lineárně úměrná relativnímu množství energie.

## Analýza rozpočtu
Zjednodušeně řečeno, energetický rozpočet Země je vyrovnaný, když se příchozí tok rovná odcházejícímu. Vzhledem k tomu, že část přicházející energie je přímo odražena, lze bilanci také uvést jako absorbované příchozí sluneční (krátkovlnné) záření, které se rovná odchozímu dlouhovlnnému záření:
{\displaystyle ASR=OLR.}

### Analýza vnitřního proudění
Abychom popsali některé vnitřní toky v rámci rozpočtu, nechť je sluneční záření přijaté v horní části atmosféry 100 jednotek (=340 W/m2), jak je znázorněno v přiloženém Sankeyho diagramu. Přibližně 35 jednotek se v tomto příkladu přímo odráží zpět do vesmíru: 27 od mraků, 2 z oblastí pokrytých sněhem a ledem a 6 z jiných částí atmosféry. Zbývajících 65 jednotek (ASR=220 W/m2) je absorbováno: 14 v atmosféře a 51 na zemském povrchu.
51 jednotek, které dopadají na povrch a jsou jím absorbovány, je emitováno zpět do vesmíru prostřednictvím různých forem pozemské energie: 17 je přímo vyzařováno do vesmíru a 34 absorbováno atmosférou (19 skupenským teplem vypařování, 9 konvekcí a turbulencí a 6 absorbováno infračerveným zářením skleníkovými plyny). 48 jednotek absorbovaných atmosférou (34 jednotek z pozemské energie a 14 ze slunečního záření) je pak nakonec vyzařováno zpět do vesmíru. Tento zjednodušený příklad zanedbává některé detaily mechanismů, které recirkulují, ukládají, a tím vedou k dalšímu hromadění tepla v blízkosti povrchu.
Nakonec je 65 jednotek (17 ze Země a 48 z atmosféry) emitováno jako odchozí dlouhovlnné záření. Přibližně vyrovnávají 65 jednotek (ASR) absorbovaných ze Slunce, aby udržely čistý nulový zisk energie Země.

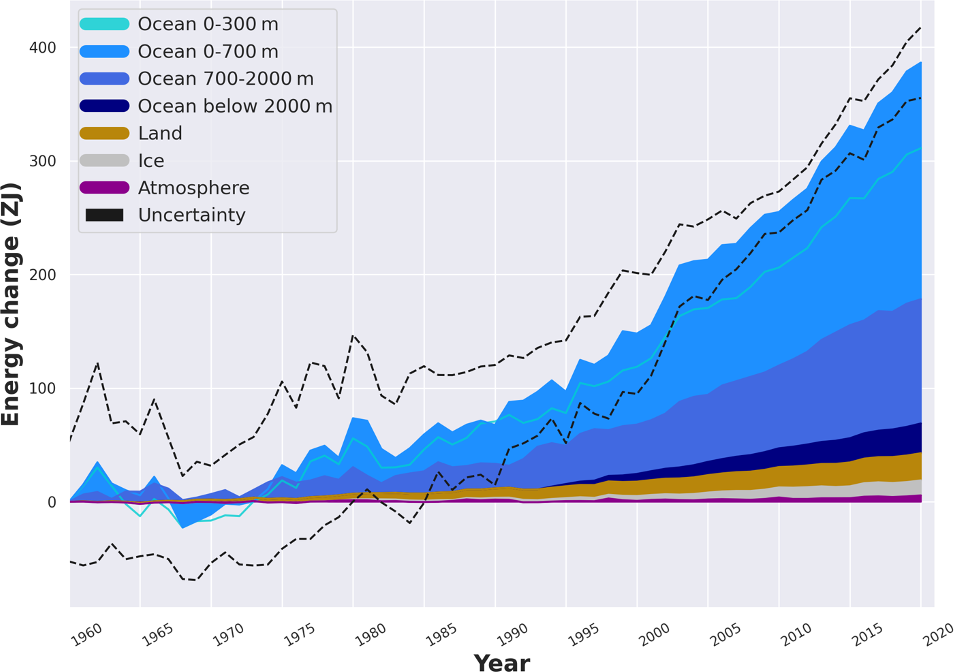
Rostoucí akumulace energie v oceánských, pevninských, ledových a atmosférických složkách klimatického systému Země od roku 1960.

### Kam se teplo ukládá?
Pevnina, led a oceány jsou spolu s atmosférou aktivními materiálními složkami klimatického systému Země. Mají mnohem větší hmotnostní a tepelnou kapacitu, a tedy mnohem větší tepelnou setrvačnost. Když je záření přímo absorbováno nebo se mění povrchová teplota, tepelná energie bude proudit jako citelné teplo buď dovnitř, nebo ven z objemové hmoty těchto složek prostřednictvím procesů přenosu tepla vedením/konvekcí. Přeměna vody mezi skupenstvím pevné/kapalné/parní působí také jako zdroj nebo jímka potenciální energie ve formě skupenského tepla. Tyto procesy tlumí povrchové podmínky proti některým rychlým radiačním změnám v atmosféře. Výsledkem je, že rozdíl mezi denními a nočními teplotami je relativně malý. Stejně tak klimatický systém Země jako celek vykazuje pomalou reakci na posuny v radiační bilanci atmosféry.
Horních několik metrů zemských oceánů skrývá více tepelné energie než celá atmosféra.  Stejně jako atmosférické plyny, i tekuté oceánské vody přenášejí obrovské množství takové energie přes povrch planety. Citelné teplo se také pohybuje dovnitř a ven z velkých hloubek za podmínek, které upřednostňují sestupné nebo vzestupné proudění.
Více než 90 procent dodatečné energie, která se na Zemi nahromadila v důsledku probíhajícího globálního oteplování od roku 1970, bylo uloženo v oceánu.  Asi jedna třetina se rozšířila do hloubek pod 700 metrů. Celkové tempo růstu se v posledních desetiletích také zvýšilo a v roce 2020 dosáhlo téměř 500 TW (1 W/m2). To vedlo k tepelnému zisku asi 14 ZJ za rok, což převyšuje 570 exajoulů (=160 000 TWh) celkové primární energie spotřebované člověkem nejméně 20krát.

### Související stránky
- Citlivost klimatu
- Body zvratu klimatického systému